# Setodes affinis
Setodes affinis är en nattsländeart som beskrevs av Jacquemart 1961. Setodes affinis ingår i släktet Setodes och familjen långhornssländor. Inga underarter finns listade i Catalogue of Life.